# Hannes Staudinger
Hannes Staudinger (* 6. März 1907 in Wörgl; † 1. August 1974 in München; gebürtig Hans Staudinger) war ein österreichischer Kameramann.

## Leben
Hannes Staudinger war zunächst Skisportler und wurde 1933 Kameraassistent bei Hans Schneeberger und Richard Angst. In dieser Funktion und als untergeordneter Kameramann war er jahrelang an zahlreichen Filmen beteiligt, darunter die Literaturverfilmung Der Postmeister (1940). Lediglich bei dem Expeditionsfilm Die Kopfjäger von Borneo war er selbst Chefkameramann.
Nach Kriegsende fungierte er mehrmals als Co-Kameramann bei seinem Lehrer Günther Anders, zuletzt 1960 als 2. Kameramann in Kurt Hoffmanns Das Spukschloß im Spessart. Allein verantwortlich wurde er nur bei einer überschaubaren Zahl von wenig ambitionierten Unterhaltungsfilmen eingesetzt. Seine wohl bedeutendste Aufgabe führte ihn 1968 nach Australien, wo er die Aufnahmen zu dem Film Das Mädchen vom Korallenriff (Age of Consent) mit James Mason und Helen Mirren übernahm. Auch für den Oscar-prämierten Dokumentarfilm The Horse with the Flying Tail (1960) steuerte er Aufnahmen bei. Ansonsten hat Hannes Staudinger ab den 1960er-Jahren vorrangig für das deutschsprachige Fernsehen gearbeitet.

## Filmografie
- 1936: Die Kopfjäger von Borneo
- 1944/49: Wiener Mädeln
- 1947: Wintermelodie
- 1948: An klingenden Ufern
- 1948: Fregola
- 1948: Verlorenes Rennen
- 1949: Eroica
- 1950: Prämien auf den Tod
- 1951: Wien tanzt
- 1952: Bis wir uns wiederseh’n
- 1953: Ich und meine Frau
- 1954: Dieses Lied bleibt bei dir (nur Kameraführung)
- 1954: Feuerwerk
- 1955: Ein Herz voll Musik
- 1955: Dunja
- 1955: Der letzte Akt
- 1956: Lügen haben hübsche Beine
- 1956: Kaiserjäger
- 1957: Die Lindenwirtin vom Donaustrand
- 1957: Wege zum Ruhm (nur Kameraführung)
- 1957: Der kühne Schwimmer
- 1958: Auch Männer sind keine Engel (Wiener Luft)
- 1958: Hoch klingt der Radetzkymarsch
- 1958: Der Page vom Palast-Hotel
- 1958: Der Priester und das Mädchen
- 1959: Zwölf Mädchen und ein Mann
- 1962: Mit Musik kommt alles wieder
- 1964: Liebesgrüße aus Tirol
- 1964: Herzog Blaubarts Burg
- 1964: Die lustigen Weiber von Windsor
- 1967: Der Zündholzkönig – Der Fall Ivar Kreuger (Fernsehfilm)
- 1968: Das Mädchen vom Korallenriff (Age of Consent)
- 1968: Ich spreng’ Euch alle in die Luft – Inspektor Blomfields Fall Nr. 1
- 1970: Siegfried und das sagenhafte Liebesleben der Nibelungen
- 1972: Hauptsache Ferien
- 1972: Ein Käfer gibt Vollgas